# Fakulteta za ekonomijo in informatiko v Celovcu
Fakulteta za ekonomijo in informatiko (izvirno nemško Fakultät für Wirtschaftswissenschaften und Informatik), s sedežem v Celovcu, je fakulteta, ki je članica Univerze v Gradcu.